# (37113) 2000 UK104
2000 UK104 (asteroide 37113) é um asteroide da cintura principal. Possui uma excentricidade de 0.11166920 e uma inclinação de 6.24098º.
Este asteroide foi descoberto no dia 25 de outubro de 2000 por LINEAR em Socorro.